# Amazon Elastic Compute Cloud
Amazon Elastic Compute Cloud (EC2) は、アマゾンが提供する計算資源を用いてアプリケーションを実行する、Amazon Web Services (AWS) の商用ウェブサービスである。アプリケーションのスケーラブル展開が可能で、ヴァーチャルマシンと呼ばれるサーバインスタンスを作成して希望するソフトウェアを実行する。サーバインスタンスは必要に応じ作成、実行および停止が可能で、起動サーバの使用時間に応じ対価を支払うため"elastic"と呼ばれる。サーバインスタンス同士を隔離されたゾーンに作成すると障害時は相互にバックアップとなり、ダウンタイム最小化構成 が可能である。

## 歴史
2006年8月25日、EC2の限定されたパブリックベータ をアマゾンが発表した。

## ヴァーチャルマシン
もともとXenを用いて仮想化していたが、2017年のC5インスタンスの登場以来、Nitro Hypervisorと呼ばれるKVMベースの仮想化方式も利用している。最小の"マイクロ インスタンス（メモリ613MB、32ビット1仮想コアCPU）"から、最大の"ハイメモリ クアドループル エクストララージ　インスタンス（メモリ68.4GB、ローカルストレージ1690GB、64ビット8仮想コアCPU）"までをインスタンス作成時に選択する。NVIDIA Tesla Fermi M2050を2基搭載しGPGPUを利用できる"クラスタGPUクアドラプル エクストララージ インスタンス"もある。
インスタンスの納期が即ち起動時間であり、より大きなマシンパワーが必要な場合は即時調達が可能である。稼働中インスタンスのイメージはAMI形式で保存可能で、起動時に異なる大きさのヴァーチャルマシンで起動することができる。

### インスタンスの性能
| 種別                                  | ECU/コア | 2011年時点                                                                | 2012年時点                                                                |
| ------------------------------------- | -------- | ------------------------------------------------------------------------- | ------------------------------------------------------------------------- |
| スタンダード インスタンス             | 2        | Xeon E5430 2.66GHz まれに、AMD Dual-Core Opteron 2218 HE                  | Xeon E5507 2.27GHz もしくは E5645を2.0GHzにダウンクロック                 |
| ハイ CPU インスタンス                 | 2.5      | Xeon E5410 2.33GHz                                                        | Xeon E5506 2.13GHz                                                        |
| ハイメモリ インスタンス               | 3.25     | Xeon X5550 2.66GHz。 ハイパースレッディング分はゲストOSに割り振られない。 | Xeon X5550 2.66GHz。 ハイパースレッディング分はゲストOSに割り振られない。 |
| クラスタコンピュート インスタンス     | 4.1875   | Xeon X5570 2.93GHz                                                        |                                                                           |
| クラスタコンピュート 8 エクストラージ | 5.5      | Xeon E5-2670 2.60GHz                                                      |                                                                           |

2011年はCore 2世代、2012年はNehalemマイクロアーキテクチャが主に用いられている。
2011年11月スーパーコンピュータTOP500リストにおいて、クラスタコンピュート8エクストラージは、1064インスタンス、240.09TFLOPS、理論値354.10TFLOPS、実行効率67.8%、10ギガビット・イーサネット回線で、42位であった。
非常に多くのインスタンスタイプを提供しており、タイプは随時更新される。ユーザーの目的に応じたインスタンスタイプを分かりやすく選択できるようになっている。

## 所在地
サーバーの所在地は以下のとおり。
- 日本 - 東京
- アメリカ
  - バージニア
  - オレゴン
  - 北カリフォルニア
- アイルランド
- シンガポール
- ブラジル - サンパウロ
- オーストラリア - シドニー

## 費用
- 各ヴァーチャルマシン利用料金（2011年2月現在）
  - 北バージニアデータセンタ、Linux最小インスタンス、オンデマンドインスタンスの場合、0.02ドル/時間。
  - 北カルフォルニアデータセンタ、Windows最大インスタンス、オンデマンドインスタンスの場合、2.76ドル/時間。
  - 1年または3年契約の長期使用割引リザーブド インスタンスがある。
  - オンデマンドより安価な変動相場のスポットインスタンスは、インスタンスの停止不可など機能が一部制限されている。
- データ転送料金 (2011年8月現在)
  - データアップロードは無償である。
  - データダウンロードは、アジア地域以外で10TB/月未満の場合、0.12ドル以下/1GB/月である。

サーバや回線の価格は同一スペックに対し少しずつ値下げしている。

## OS
2006年8月サービス開始時にLinuxの利用環境が提供され、後にサン・マイクロシステムズのOpenSolarisやSolaris Express Community Editionも供用開始する。2008年10月からWindows Server 2003 を、2009年12月からWindows Server 2008が利用可能 である。現在はRed Hat Enterprise LinuxやSUSE Linux Enterprise Serverなどを有償で、Fedora、Ubuntu、openSUSEなどを無償で利用可能である。

## 永続的ストレージ
通常のEC2インスタンスは持続するストレージが無く、インスタンスの障害停止時に起動イメージに含まれないデータは消失する。Elastic Block Storage (EBS) は、OSがローカルなデバイス同様に認識する持続ストレージで、インスタンスからマウント可能であり最大容量は1TBである。Simple Storage Service (S3) はボリューム単位ではなくファイル単位でデータ保存可能なストレージで、インスタンスからはマウントできず、起動中OSの起動イメージを作成してS3に保存することによりインスタンスの複数生成が可能である。

## 固定IPアドレス
EC2インスタンスは起動時に動的なグローバルIPアドレスをマッピングされるが、固定IPアドレスを利用する場合はElastic IP Addressesサービスで取得したIPアドレスを保有するEC2インスタンスにマッピングできる。